# Vargas & Lagola
Vargas & Lagola è un duo musicale svedese formatosi nel 2014. È costituito dai produttori discografici Salem Al Fakir e Vincent Pontare.

## Storia del gruppo
Vargas & Lagola hanno ricevuto la loro prima nomination ai Grammis nell'edizione del 2018. L'anno seguente è uscito il loro primo album in studio eponimo, contenente la hit Roads, classificatasi 17ª nella Sverigetopplistan e certificata triplo platino dalla IFPI Sverige. Tough Love, tratto dall'LP Tim di Avicii, è apparso in diverse classifiche internazionali, tra cui la Canadian Hot 100 e la Official Singles Chart.
Il loro secondo LP, intitolato The Butterfly Effect e reso disponibile per il consumo a partire dal gennaio 2020, ha fatto l'entrata nella classifica svedese alla 16ª posizione. Al disco ha fatto seguito il terzo progetto Mount Alda (2021), anch'esso entrato nella medesima graduatoria.

## Formazione
- Salem Al Fakir – produzione
- Vincent Pontare – produzione

## Discografia

### Album in studio
- 2019 – Vargas & Lagola
- 2020 – The Butterfly Effect
- 2021 – Mount Alda

### Singoli
- 2017 – Rolling Stone
- 2017 – Dolores (The Awakening)
- 2017 – As Long as I Have To
- 2017 – Sun Is Shining (Band of Gold)
- 2017 – More than You Know (feat. Agnes)
- 2018 – Roads
- 2019 – Selfish
- 2019 – Since 99
- 2019 – Shores (con Seinabo Sey)
- 2019 – Forgot to Be Your Lover
- 2020 – Somebody That Understands Me (feat. Ludwig Göransson)
- 2020 – Always
- 2020 – Suddenly
- 2021 – Big Hearted
- 2021 – Ain't Leaving Now
- 2022 – A Power In Letting Go

### Collaborazioni
- 2019 – Tough Love (Avicii feat. Agnes & Vargas & Lagola)